# اما دیدلیک
اما دیدلِیک (انگلیسی: Emma Didlake؛ ‏ ۱۳ مارس ۱۹۰۴ – ۱۶ اوت ۲۰۱۵) یک زن سیاه‌پوست ابرصدساله و کهنه‌سرباز اهل ایالات متحده آمریکا بود که در سپاه زنان نیروی زمینی ایالات متحده آمریکا خدمت کرد و برندهٔ جوایزی همچون مدال کمپین آمریکایی و مدال پیروزی جنگ جهانی دوم شد.

## اوایل زندگی و تحصیلات
دیدلِیک در سال ۱۹۰۴ در بولیگی آلاباما به دنیا آمد.
در سن جوانی، دیدلیک و خانواده‌اش به کنتاکی نقل مکان کردند، و در همین ایالت بود که او در سال ۱۹۲۲ با یک معدنچی زغال‌سنگ ازدواج کرد و بعدها در آنجا ماند تا خانواده‌اش را بزرگ کند.

## شغل
دیدلیک در سال ۱۹۴۳، زمانی که ۳۸ سال داشت و مادر پنج فرزند بود، در سپاه کمکی زنان در نیروی زمینی (WAAC) ثبت نام کرد. او به سن آنتونیو اکسپرس نیوز گفت که به نیروی زمینی پیوست زیرا «می‌خواست کارهای متفاوتی انجام دهد.» او در همان ایالت به عنوان سرباز و راننده خدمت می‌کرد.
دیدلیک برای خدماتش در جنگ جهانی دوم مدال خدمات سپاه زنان در نیروی زمینی، مدال کمپین آمریکایی و مدال پیروزی جنگ جهانی دوم را دریافت کرد.

## دوران پس از خدمت
پس از ترک خدمت، دیدلیک و خانواده‌اش به دیترویت در ایالت میشیگان نقل مکان کردند، و او تا زمان مرگش در آنجا زندگی کرد. اندکی پس از نقل مکان به دیترویت، دیدلیک به بخش محلی انجمن ملی پیشرفت رنگین‌پوستان پیوست. در سال ۱۹۶۳، او در کنار مارتین لوتر کینگ جونیور در راه‌پیمایی به سوی واشینگتن برای کار و آزادی حضور یافت.
در سال ۲۰۱۳، دیدلیک جایزه یک عمر دستاورد جیمز ولدون جانسون را در پنجاه و هشتمین شام سالانه صندوق آزادی دیترویت توسط انجمن ملی پیشرفت رنگین‌پوستان دریافت کرد.
در ۱۷ ژوئیه ۲۰۱۵، دیدلیک در ۱۱۱ سالگی، در یک سفر افتخاری که شامل دیدار با رئیس‌جمهور باراک اوباما و بازدید از چندین بنای تاریخی، از جمله بنای یادبود زنان در خدمت نظامی برای آمریکا در آرامستان ملی آرلینگتون بود، از واشینگتن، دی.سی. بازدید کرد. این سفر توسط «تالونز آوت آنر فلایت»، بخشی از سازمان غیرانتفاعی شبکه پرواز افتخاری سازماندهی و تأمین مالی شد.
در جلسه دیدار با باراک اوباما در دفتر بیضی، دیدلیک روی صندلی چرخدار خود در همان نقطه ای که رهبران خارجی هنگام ملاقات با رئیس‌جمهور در کاخ سفید می‌نشینند، نشست. پرزیدنت اوباما از دیدلیک به خاطر خدمات «پیشگامانه» او به عنوان یکی از کهنه‌سربازان زن سیاه‌پوست آمریکایی که به انسجام بیشتر ارتش ایالات متحده کمک کرد، تمجید نمود.
دیدلیک طول عمر زیاد خود را به رژیم غذایی با مقدار زیادی میوه و سبزیجات نسبت داد. او همچنین هر روز کشمش طلایی را که یک شب قبل در ودکا خیس کرده بود، می‌خورد.

## مرگ و میراث
دیدلیک حدود یک ماه پس از بازدید از کاخ سفید بیمار شد. او در ۱۶ اوت ۲۰۱۵ در سن ۱۱۱ سالگی درگذشت. از او تعدادی نوه و نتیجه به یادگار مانده است.
در ۱۹ اوت، باراک اوباما بیانیه زیر را برای گرامیداشت مرگ دیدلیک صادر کرد:
اِما دیدلِیک با سربلندی و افتخار به کشورش خدمت کرد، یک پیشگام واقعی برای نسل‌های آمریکایی که برای کشورشان فداکاری‌های زیادی کرده‌اند. من متواضع و سپاسگزار بودم که ماه گذشته به اما در کاخ سفید خوش آمد گفتم، و میشل و من عمیق‌ترین تسلیت‌های خود را به خانواده، دوستان، و همه کسانی که او در طول زندگی طولانی و اساساً آمریکایی‌اش الهام‌بخش بود، ارسال می‌کنیم.
با مرگ دیدلیک، فرانک لوینگستون قدیمی‌ترین کهنه سرباز شناخته شده جنگ جهانی دوم شد.